# سدیم نیتروپروساید
نیتروپروساید سدیم (به انگلیسی: Sodium nitroprusside)
رده درمانی: داروهای کاهنده فشار خون .
اشکال دارویی: آمپول

## موارد مصرف
نیتروپروساید سدیم عموماً فقط در درمان فشار خون اورژانسی به خصوص در موارد مقاوم به درمان (با انفوزیون وریدی) استفاده می‌شود.

## موارد مصرف در دامپزشکی
نیتروپروساید سدیم به‌صورت پودری به روی شیر یا ادرار حیوان مشکوک به بیماری کتوز پاشیده می‌شود ؛ چون میزان BHBA در شیر و ادرار دام کتوزی زیاد است باعث تولید رنگ ارغوانی با شدت رنگ های مختلف بسته به شدت کتوز می‌شود.

## مکانیسم اثر
نیتروپروساید سدیم با اثر مستقیم بر عروق (به خصوص وریدها) موجب گشادی عروق می‌شود. 

## عوارض جانبی
سطوح سرمی بالای این دارو به خصوص متابولیت تیوسیانات حاصل ازآن بسیار سمی است.